# ASL バイキング

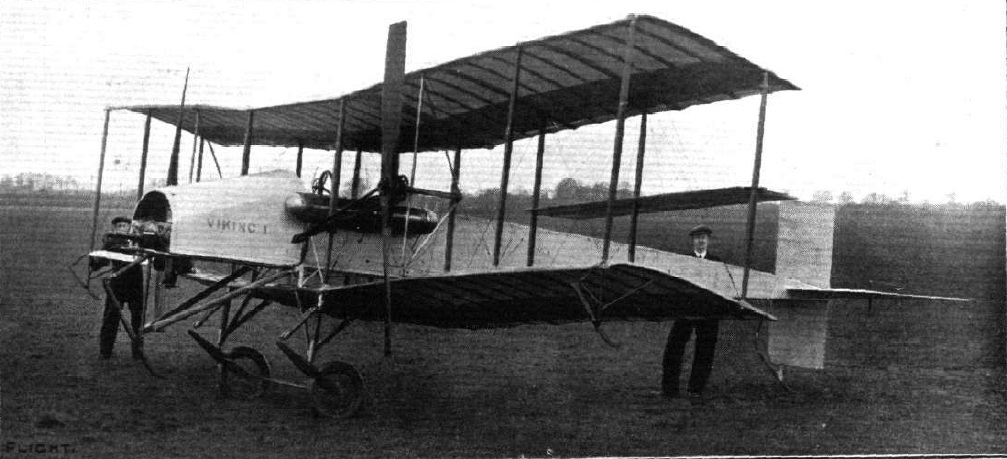
ASL バイキング

ASL バイキング（ASL Viking）は1912年1月に初飛行したイギリスの実験機である。機首に装備された単発のエンジンで、主翼の間の２つのプロペラを駆動する構成を試みた。
ASL（Aeronautical Syndicate Ltd）を設立したホレーショ・バーバーはイギリスの航空界を牽引した一人で、1910年から多くの航空機を設計した。先尾翼のプッシャー形式の単葉機（ASL 単葉機）や牽引式のASL ヴァルキリーなどがあり、ヘンドン飛行場で航空機の製作をする他、飛行学校を運営した。
1911年に設計されたバイキングは、これまでの機体と異なり、複葉形式で普通の尾翼をもったオーソドックスな構成であったが、プロペラは左右の複葉の間に設置され、機首の単発のエンジンで駆動する方式を採用したのが特異な点であった。エンジンは50HPのノーム・エンジンで、駆動軸を介して約3mの径のプロペラ2つを駆動した。食い違いのない複葉は3張間の支柱で支えられた。操縦は上下翼の中間に設置された補助翼で行われた。長方形断面の胴体は下翼の少し上に配置され木製桁を張り線で補強する構造であった。2名の乗員は隣合って搭乗した。エンジンは半円形のアルミのカウルでカバーされていた。
1912年の初めに飛行に成功するが、動力の駆動システムはトラブルが多かった。バーバーの製作した航空機は商業的に成功しなかったのでバーバーは航空事業をあきらめ、バイキングがバーバーの最後の航空機となった。資産はハンドレページの創立者、フレデリック・ハンドレー・ページに買収された。バイキングはケント州のショアハムの飛行学校の校長のハミルトン・ロスに購入され、水上機に改造され、プロペラも機首に移され、エンジンで直接駆動するように改められた。